# Zero-rating

Le zero-rating (en français « aucune facturation », « zéro facturation », ou « absence de facturation ») est une pratique consistant à ne pas facturer au client final (le consommateur) l'usage d'un service, souvent dans un contexte de service en ligne, selon certaines conditions. En conséquence, contrairement à la concurrence, ce service est favorisé auprès du consommateur, car non comptabilisé dans la facture.
Bien que cette pratique puisse profiter fortement aux consommateurs, elle est souvent dénoncée à la fois par les défenseurs de la neutralité du réseau (puisqu'elle s'y oppose de facto) et par les concurrents d'un service bénéficiant d'absence de facturation. Cette pratique est illégale en Europe, le zero-rating s'opposant au principe de loyauté de la concurrence.

## Quota de données cellulaire (ou «quota Internet»)
Sur les réseaux mobiles, ou réseaux cellulaires, contrairement à l'internet fixe, l'usage du réseau se fait de manière partagée. Là où, pour l'internet fixe, une ligne est dédiée à l'abonné, pour l'usager mobile, une antenne mobile est partagée, mutualisée, mise à disposition pour généralement plusieurs centaines d'abonnés simultanés. Pour éviter les abus et modérer la consommation, notamment du critère plus lent[C'est-à-dire ?] de la communication mobile (par rapport au fixe), les opérateurs ont mis en place un quota data, c'est-à-dire une quantité de données mobiles (ou d'internet mobile) à consommer limitée[C'est-à-dire ?], avant de voir le débit soit fortement réduit, soit conservé à la même vitesse, mais facturé en consommation supplémentaire. Ce quota a pour but d'encourager les abonnés mobiles à modérer leur consommation et à éviter qu'un abonné ou un petit groupe d'abonnés ne monopolise les capacités du réseau mobile au détriment des autres usagers.
Selon les terminologies de communication, de marketing et de publicité, les opérateurs appellent cette quantité de données le fair use, traduisible en « usage juste », « consommation juste » ou « quota internet », « quota data » ou « quota mobile » pour indiquer la quantité précisée de données consommables sur un forfait.

## Principe duzero-ratingappliqué au Quota de données Internet
Différents mastodontes des services en lignes, comme particulièrement Facebook, mais également des services de consommation multimédia en ligne, souvent mis en avant via les applications installées par défaut sur un smartphone, au début des années 2010, font l'objet d'absence de facturation en termes de consommation de données mobiles sur leur abonnement (Yahoo Messenger, Twitter, Netflix, etc.). Ces pratiques posent fortement questions vis à vis du principe de neutralité du réseau, mais également du principe de concurrence respectée entre les acteurs d'un marché équilibré.
Le zero-rating consiste à sortir, exclure, à ne pas décompter du quota, un certain usage. L'opérateur peut le faire de son initiative, ou répondre à la demande d'un fournisseur de service, et changer son fonctionnement commercial pour qu'il ne facture pas un service spécifique, ou plusieurs services (en général un très petit nombre). Par analogie, C'est un peu comme si certains conducteurs ordinaires bénéficiaient d'absence de limites de vitesses sur les autoroutes. Le zero-rating peut être considéré comme un passe-droit par rapport aux concurrents, puisqu'il est de facto, un privilège.

## Facebook, WhatsApp
Facebook, a bénéficié du zero-rating sur son application, notamment en Inde, dès 2015. Un an plus tard, le régulateur local interdisait la pratique. L'application populaire WhatsApp fait l'objet, depuis plus de dix ans, d'une absence de facturation totale (non décompté du quota data, ou données mobiles) via les réseaux mobiles d'un certain nombre d'opérateurs cellulaires dans le monde. C'est notamment le cas dans les zones suivantes : 
- Amérique Centrale : le Mexique[5]
- Amérique du sud : Brésil[4],[6], Argentine[7],[8],[9]
- Afrique : Afrique du Sud[10],[11]

En 2017, un rapport met en avant le nombre inquiétant de pays émergents, ou de petits pays, qui ont laissé faire le zero-rating, pour la plupart du temps pour les GAFAM et autres mastodontes (Twitter, Yahoo, services musicaux, etc..), comptant notamment : le Brésil, le Chili, la Colombie, le Costa-Rica, la République Dominicaine, l'Equateur, le Salvador, le Guatémala, le Honduras, la Jamaïque, le Mexique, le Nicaragua, le Paraguay, le Pérou, Trinité-et-Tobaguo. Ce rapport souligne qu'un certain « trio gagnant » figure systématiquement dans chacun de ces pays : WhatsApp, Facebook, et Twitter.

## T-Mobile et les services musicaux
L'opérateur américainT-Mobile  a été pointé du doigt pour favoriser une petite dizaine de services en lignes en ne les facturant pas dans la quantité de consommation mobile (en anglais : quota mobile data).

## Wikipédia
En 2012, Jimmy Wales, fondateur de l'encyclopédie en ligne Wikipédia, avait envisagé à une époque la possibilité que Wikipédia bénéficie d'un zero-rating, via le projet Wikipedia Zero, afin de favoriser l'accès à l'information au plus grand nombre, dans le monde.